# راؤول روجاس
راؤول روجاس (بالإنجليزية: Raul Rojas)‏ (5 نوفمبر 1941 بسان بابلو في الولايات المتحدة - 20 مايو 2012 بلوس أنجلوس في الولايات المتحدة) هو ملاكم أمريكي.

## إحصائيات
خاض خلال مسيرته 47 نزالا، فاز في 38 وتعادل في 2 وخسر في 7. فاز بالضربة القاضية في 24 نزالا.

## روابط خارجية
- راؤول روجاس على موقع IMDb (الإنجليزية)
- راؤول روجاس على موقع بوكس ريك (الإنجليزية) (registration required)